# Jung Juda
Jung Juda war eine deutschsprachige jüdische Jugendzeitschrift, die halbmonatlich von 1900 bis 1935 in Prag in der Habsburgermonarchie und später in der Ersten Tschechoslowakischen Republik erschienen ist. Die von Filipp Lebenhart herausgegebene Zeitschrift bot ihrer jungen Leserschaft Texte zur Tora und zum Talmud sowie literarische, später auch vermehrt essayistische Beiträge und Kurzreportagen, darunter oftmals von ausgewanderten Juden aus Palästina. Als Illustration dienten Fotografien von Personen oder Kunstwerken. 1919 wurde mit Gilead ein Jahrbuch mit literarischen und essayistischen Texten zu den jüdischen Gemeinden in Prag und in Böhmen herausgegeben. Ein besonderes Anliegen der Zeitschrift war die Vermittlung hebräischer Sprachkenntnisse an die jugendlichen Leser, mit dem Zweck, die jüdisch-nationale Identität gegenüber den Assimiliationsprozessen in der Habsburgermonarchie und später in der Tschechoslowakei zu stärken. Zu diesem Zweck wurden auch zahlreiche Leserbeiträge publiziert. Jung Juda verzichtete auf politische Kommentare sowie auf Diskussionen zur Kontroverse zwischen liberalen und orthodoxen Juden, unterstützte aber die zionistische Bewegung.